# Brève Rencontre
Pour plus de détails, voir Fiche technique et Distribution.
Brève Rencontre (Brief Encounter) est un film britannique de David Lean, sorti en 1945. Il s'agit d'une adaptation de la pièce de théâtre Still Life de Noël Coward.
Il figura parmi les onze films lauréats du Grand Prix du 1er Festival de Cannes en 1946.

## Synopsis

### L'intrigue principale
Laura Jesson (Celia Johnson), une femme au foyer habitant la banlieue, raconte son histoire à la première personne tandis qu'elle est chez elle avec son mari, et qu'elle s'imagine qu'elle lui confesse la liaison qu'elle a eue (un flash-back qui intervient au bout de plus d'un quart d'heure de film).
Une fois par semaine, Laura se rend dans la ville proche de Milford pour faire des courses et aller aux séances de cinéma en matinée. Alors qu'elle rentre chez elle après l'une de ses escapades hebdomadaires, sur le quai de la gare elle reçoit une escarbille dans l'œil. Un homme qui attend également un train, la lui enlève. Il est médecin et s'appelle Alec Harvey (Trevor Howard). Ils ont tous les deux la quarantaine, sont mariés et ont chacun deux enfants. Le médecin est un généraliste qui, une fois par semaine, travaille également comme spécialiste à l'hôpital local, mais dont la véritable passion est la médecine préventive et, par exemple, l'étude des causes des maladies respiratoires chez les mineurs.
Quelque temps après cette première rencontre, Alec revoit Laura par hasard dans un restaurant bondé, où elle l'invite à s'asseoir à sa table pour un repas en tête-à-tête. Ils apprécient la compagnie l'un de l'autre, et s'arrangent pour se revoir. Bientôt, ils sont surpris de sentir que leur relation, innocente et banale au départ, se transforme peu à peu en quelque chose de plus profond.
Pendant une courte période, ils se rencontrent furtivement, vivant constamment dans la crainte d'être surpris par l'une de leurs connaissances respectives. Après plusieurs rencontres, ils décident de se retrouver dans une chambre appartenant à un ami (Valentine Dyall) du docteur, mais le couple est surpris par le retour inattendu de ce dernier. L'épisode fait prendre conscience complètement à l'un comme à l'autre des amoureux, que leur avenir ensemble est impossible, et pour ne pas blesser leurs familles ils décident de se séparer. Le médecin se prépare à partir pour Johannesbourg, en Afrique du Sud.
On assiste une seconde fois à leur dernière rencontre au café de la gare, à présent avec la perspective poignante de leur histoire. Tandis qu'ils vivent avec la plus grande émotion leur dernier moment ensemble, Dolly Messiter, une amie de Laura, se joint à eux et se met à bavarder sans s'arrêter et sans avoir conscience du désarroi qui étreint le couple.
Ils se rendent compte que leur est dérobée la chance de se faire de sincères adieux, quand le train d'Alec arrive : Dolly ne se tait toujours pas, et Alec s'en va en ne pouvant donner à Laura qu'un ultime geste désespéré, sa main appuyée sur son épaule. Lorsque la sirène du train retentit, annonçant le départ, Laura se précipite sur le quai. Les lumières d'un train express la giflent au moment où elle se ressaisit, après avoir eu l'envie de se jeter sur la voie. Elle rentre auprès de son mari et de ses enfants.
Dans une scène finale, qui ne figure pas dans la pièce originale de Noël Coward, le mari de Laura montre soudainement qu'il n'a pas été complètement indifférent à la détresse de sa femme au cours des dernières semaines : en prononçant les mots « Merci de revenir à moi », il la prend dans ses bras. Ainsi le film se termine-t-il par un hommage aux institutions du mariage et du devoir.

### L'histoire parallèle dans le buffet de la gare
Durant tout le film, lors des scènes qui se déroulent dans le buffet de gare où Laura et Alec se rencontrent pour la première fois et où ils se sépareront, on assiste aux épisodes le plus souvent amusants d'une cour que fait le chef de gare à la tenancière du buffet, une dame assez collet monté qui se montre sévère vis-à-vis de la jeune fille qui est son employée. Sans abandonner devant son soupirant son air revêche, elle paraît cependant flattée de l'intérêt qu'il lui porte. Cette histoire parallèle n'évolue guère, c'est une sorte de parade amoureuse à laquelle il nous est donné d'assister, qui s'inscrit dans une certaine durée, contrairement à l'histoire de Laura et Alec, mais qui n'aboutit pas davantage.

## Fiche technique
- Titre français: Brève Rencontre
- Titre original : Noel Coward's Brief Encounter (titre complet)
- Réalisation : David Lean, assisté de George Pollock
- Scénario : Noël Coward, d'après sa pièce en un acte Still Life
- Images : Robert Krasker
- Musique : Sergueï Rachmaninov
- Décors : Lawrence P. Williams
- Montage : Jack Harris
- Production : Noël Coward, Anthony Havelock-Allan et Ronald Neame (les 2 derniers non crédités)
- Société de production : Cineguild
- Distribution :
- Pays d'origine :  Royaume-Uni
- Langue originale : anglais
- Format : noir et blanc - 1,37:1
- Genre : drame, romance
- Durée : 86 minutes
- Dates de sortie :
  - Royaume-Uni : 26 novembre 1945
  - France : septembre 1946 (festival de Cannes)
  - France : 20 novembre 1946 (sortie nationale)

## Distribution
- Celia Johnson : Laura Jesson
- Trevor Howard : Dr. Alec Harvey
- Stanley Holloway : Albert Godby
- Joyce Carey : Myrtle Bagot
- Cyril Raymond : Fred Jesson
- Everley Gregg : Dolly Messiter
- Marjorie Mars : Mary Norton
- Margaret Barton : Beryl Walters

Acteurs non crédités
- Valentine Dyall : Stephen Lynn
- Irene Handl : la violoncelliste et organiste

## Tournage
Le film a été tourné partiellement aux Denham Film Studios dans le Buckinghamshire près de Londres.

## Musique
- Concerto pour piano no 2 de Sergueï Rachmaninov (thème récurrent du film, choisi par Coward).
- Danse espagnole no 5 (opus 12 Boléro) de Moritz Moszkowski (dans un salon de thé, joué par l'orchestre de salon).
- Marche militaire de Franz Schubert (joué par l'organiste quand Alex et Laura vont au cinéma pour la première fois).

## Accueil

### Accueil public
Le film partagea la Palme d'Or au 1er Festival de Cannes de 1946 avec dix autres lauréats. Celia Johnson fut nommée pour l'Oscar de la meilleure actrice en 1947. En 1999, Brève Rencontre arriva en deuxième position du top 100 des meilleurs films britanniques établi par le British Film Institute. En 2004, le magazine Total Film le classa comme le 44e meilleur film britannique de tous les temps. Le critique Derek Malcolm reprit le film dans sa chronique de l'an 2000 The Century of Films.

### Accueil critique
Dans son livre paru en 1987, Noël Coward, Frances Gray écrit que Brève Rencontre est,
« après ses grandes comédies, l'œuvre de Coward qu'à peu près tout le monde connaît et a très certainement vue ; le film a été régulièrement diffusé à la télévision et, lors de ses passages, les chiffres d'audience ont chaque fois été élevés. Son histoire est celle d'une liaison non consommée entre deux personnes mariées chacune de son côté […] Coward garde ses amants en échec parce qu'il ne peut gérer les énergies d'un amour qui serait moins inhibé, dans un cadre dépouillé de l'esprit et du parfum exotique de ses meilleures comédies […] Si l'on jette un œil sur le scénario, dépouillé de la belle mise en scène de David Lean, privé d'un public pour approuver automatiquement le sacrifice final, on en vient forcément à se poser des questions délicates. La tentative désastreuse, en 1975, d'un remake du film transposé dans un cadre plus actuel, avec Richard Burton et Sophia Loren dans les rôles d'Alec et Laura, a rendu la chose évidente. » (pp. 64-67)

## Distinctions

### Prix
- Festival de Cannes 1946[4] :
  - Grand prix (ancêtre de la Palme d'or), avec 10 autres films
  - Prix FIPRESCI
- Prix du cercle des critiques de cinéma de New York (New York Film Critics Circle), meilleure actrice : Celia Johnson

### Nominations
- 19e cérémonie des Oscars :
  - Meilleur réalisateur : David Lean
  - Meilleure actrice : Celia Johnson
  - Meilleur scénario adapté : Anthony Havelock-Allan, David Lean et Ronald Neame.

### Autres distinctions
- Le film est classé 2e au classement du British Film Institute des meilleurs films britanniques[5].

## Analyse
(décembre 2020).
- Si vous ne connaissez pas le sujet, laissez ce bandeau (vous pouvez alors contacter les auteurs).
- Si vous supprimez le contenu mis en cause (vous pouvez préalablement contacter les auteurs),

argumentez précisément cette suppression dans la page de discussion
(un manque de référence n'est pas un argument ; une recherche réelle de référence doit avoir été effectuée, être formellement documentée).

### L'adaptation
Le film est adapté d'une pièce en un acte de Noël Coward Still Life (1936), qui appartient à un groupe de dix courtes pièces connues sous le titre d'ensemble Tonight at 8:30, et qui étaient destinées à être jouées par Gertrude Lawrence et Coward lui-même en différentes combinaisons de chaque fois trois pièces par représentation. Toutes les scènes de Still Life ont pour décor le buffet d'une gare : celle, fictive, de Milford Junction.
Comme c'est souvent le cas dans des films basés sur des pièces, des lieux y sont dépeints qui, dans la pièce, sont seulement cités : l'appartement du docteur Lynn, la maison de Laura, un cinéma, un restaurant et une pharmacie de la chaîne Boots. En outre, un certain nombre de scènes sont venues s'ajouter à celles de la pièce : une scène sur un lac où les amants sont à bord d'une barque, scène au terme de laquelle le Dr Harvey se retrouve les pieds dans l'eau ; une autre où l'on voit Laura errer seule dans l'obscurité, s'asseoir sur un banc et fumer en public ; une troisième dans laquelle le couple se balade à la campagne à bord d'une voiture de location.
Certaines scènes sont rendues moins ambiguës et plus dramatiques dans le film : ainsi celle dans laquelle les deux amants sont sur le point de commettre l'adultère est atténuée, là où dans la pièce il était laissé à l'imagination du public de décider s'ils avaient ou non consommé leur liaison en réalité. Dans le film, Laura vient juste d'arriver dans l'appartement du Dr Lynn lorsque ce dernier fait son apparition, et c'est sur-le-champ que le Dr Harvey la fait sortir par l'escalier de secours. Plus tard, quand Laura veut se jeter sur la voie de chemin de fer au moment où un express entre en gare, le film ne laisse plus aucun doute subsister sur la volonté de suicide, clairement avouée par la voix off de Laura narratrice.

### L'époque de l'action
Le film fictif que Laura et Alec vont voir et qui vient de sortir est "L'amour à tâtons". Avant le film, il y a la bande-annonce de « Flames of Passion » qui est daté de 1938.
Quand Laura rentre chez elle à la fin de la première scène, sa fille lui dit vouloir assister à une pantomime, ce qui suggère une époque pas très éloignée de la fête de Noël. Une autre indication montre que l'histoire se déroule en hiver : dans une scène qui se déroule alors que la nuit semble être tombée, les personnages se souhaitent un « bon après-midi ».

### La gare de Carnforth, lieu de tournage
Le film a été en grande partie tourné à la gare de Carnforth dans le Lancashire, qui faisait alors la jonction entre les chemins de fer de Londres, des régions du centre de l'Angleterre et d'Écosse. Outre le fait qu'une gare animée était nécessaire pour l'histoire, l'endroit était suffisamment éloigné de Londres pour éviter les coupures d'électricité, le tournage ayant eu lieu au début de 1945, avant la fin de la guerre.
C'est Noël Coward lui-même qui fait les annonces aux voyageurs dans le film. Quant au buffet de la gare, il a été recréé en studio. La gare de Carnforth Station conserve encore certaines caractéristiques de l'époque du tournage et est un lieu de pèlerinage pour les fans de ce film. Il convient de préciser cependant que certaines scènes qui se déroulent en ville dans le film ont été tournées à Londres, à Denham, ou bien encore à Beaconsfield, endroit proche des studios de Denham, où le film fut pour le reste tourné.

### La gare, lieu symbolique
La gare : c'est un lieu de passage, où en principe l'on ne s'attarde pas.
Les passages de l'express soulignent les moments émotionnellement les plus forts de l'histoire.
À rapprocher d'une scène de La Mort aux trousses d'Alfred Hitchcock : au moment où le couple formé par les personnages joués par Cary Grant et Eva Marie Saint semble être sur le point de passer à l'acte dans un wagon-lits, la scène est coupée et on voit le train dans lequel ils se trouvent entrer dans un tunnel.
La structure du récit et le lieu du récit : là où tout commence et où tout finit. La rencontre n'aurait jamais dû avoir lieu, l'aventure doit être effacée. Laura se soulage du poids qui tant lui pèse, par la longue confession imaginaire qu'elle fait à son mari, cette confession ayant pour but d'effacer la « coupable » liaison en même temps qu'elle procède en pensée à la reconstitution minutieuse de celle-ci.

### La mise en scène
Le génie de Lean réside dans l'emploi parcimonieux, mais d'autant plus fort, d'un langage cinématographique qui soutient et quasiment caresse[pas clair] les sentiments des personnages. Même dans les films à grand spectacle qui suivront, Lean est essentiellement un cinéaste de l'intime.
Le film débute en réalité avec l'histoire parallèle de la tenancière du buffet de la gare. Un chef de gare regarde sa montre, traverse une voie, puis entre dans le buffet où il commence à faire la conversation à la tenancière. Il lui parle d'un voyageur qui a voulu indûment en première classe. Puis la caméra quitte ce couple et glisse sur un couple assis à une table, qui se révèleront être les vrais protagonistes de l'histoire. L'effet souligne la banalité de ce qui va être raconté par la suite, banalité signifiant : ce qui touchera le plus grand nombre... Puis un troisième personnage arrive et s'assied à leur table en bavardant comme une pie : c'est une amie de Laura, Dolly Messiter. L'homme les quitte pour aller prendre son train. Dolly continue de parler.
À un zoom avant discret sur le visage de Laura succède bientôt un gros plan de la bouche de la bavarde, puis un plan posé, en pensées, sur le visage ennuyé de Laura. Des zooms très légers, à peine perceptibles, s'avançant un peu plus cependant quand l'émotion du personnage s'intensifie, se font ainsi régulièrement au cours du film sur le visage de Laura, zooms qui vont trouver un paroxysme lorsqu'elle se lève et se dirige vers le quai pour se jeter sur la voie, et que la caméra, alors, semble elle aussi flancher, perdre pied ; le cadrage bascule dangereusement vers la gauche.

### Le concerto de Rachmaninov
Le film utilise très souvent des thèmes extraits du second concerto pour piano du compositeur russe Sergueï Rachmaninov, souvent lors de passages clés : Le long thème dramatique joué par les violoncelles au début du premier mouvement du concerto est ainsi utilisé pour le générique. De même, les moments où le personnage de Laura sombre dans des rêveries sont souvent accompagnés de la mélodie très contemplative du mouvement lent. Enfin, c'est presque naturellement que le grand thème romantique du finale vient conclure le film, bien que l'on peut l'entendre à d'autres endroits (le plus souvent joué par le piano seul ou les cordes) comme lors de la scène du baiser sur le pont.
L'utilisation particulière de ce concerto, couplée avec de nombreuses scènes de silence sans accompagnement musical, permet avec brio d'intensifier l'effet de certains passages du film, et participe énormément à l’originalité et l'ambiance générale de ce dernier. C'est également la seule musique extradiégétique du film, les autres étant jouées dans le monde même ou les personnages évoluent : c'est le cas de la marche militaire de Schubert jouée par l'organiste lors de la projection d'un film, ou de la danse espagnole de Moritz Moszkowski pendant la scène du restaurant.
La version du concerto utilisée est un enregistrement spécialement fait pour le film, interprété par la pianiste australienne Eileen Joyce et le London Symphony Orchestra, dirigé par Erich Leinsdorf.

## Autour du film
- Selon plusieurs biographies de Billy Wilder, c'est la scène de Brève Rencontre où l'on voit Alec essayer d'utiliser l'appartement de son ami pour s'y retrouver seul avec Laura, qui aurait inspiré le réalisateur américain d'origine autrichienne à écrire le scénario de La Garçonnière (The Apartment, 1960).
- Nick Park s'est inspiré de Brève rencontre pour la scène intimiste de son court-métrage d'animation en pâte à modeler de la série Wallace et Gromit, Rasé de près (A Close Shave, 1995). Dans le court-métrage, Wallace et Gwendoline Culdebelier évoquent en effet lors d'une scène intimiste le couple formé par Laura et Harvey. Il est fait référence par ailleurs dans ce même épisode des aventures de Wallace et Gromit à deux autres films célèbres: Le Troisième Homme et Les Aventuriers de l'arche perdue.
- Lors de sa sortie initiale, le film fut banni par la censure en Irlande parce qu'il présentait un couple adultère sous un jour sympathique. Aux Pays-Bas, notamment, le film fut pour les mêmes raisons interdit aux moins de 18 ans.
- C'est le film romantique préféré de Natalie Portman[10].
- Le film a fait l'objet d'une adaptation au théâtre lyrique : l'opéra Brief Encounter, musique d'André Previn, livret de John Caird, créé en mai 2009 au Grand Opera de Houston.

## Les remakes
- 1974 : Brève rencontre, téléfilm d'Alan Bridges, avec Sophia Loren et Richard Burton
- 1984 : Falling in Love d'Ulu Grosbard, film américain, avec Robert De Niro et Meryl Streep
- Station Terminus, film de 1953, avec Jennifer Jones et Montgomery Clift, a un sujet similaire

### Vidéographie
- zone 2 : Oliver Twist / Brève Rencontre, Opening, [2004],  (EAN 3-530941-016176)